# Lo neutro
El llamado lo neutre es uno de los supuestos problemas gramaticales más graves de la sintaxis catalana. Muy utilizado en los dialectos oriental y occidental, es rechazado por las instituciones normativas de la lengua (la AVL y el IEC). 
La utilización, en la expresión oral espontánea, de la palabra lo con un valor de artículo neutro está extendida en todo el territorio de habla valenciana y del sur de Cataluña, muchas veces en construcciones las cuales son un calco semántico del castellano. El catalán medieval utilizaba el lo tanto con valor de artículo masculino como de artículo neutro.
Asociaciones valencianistas, como por ejemplo la RACV, aceptan y reivindican el llamado lo neutre entendiendo que este es una señal de identidad de una llengua valenciana la cual sería diferente del catalán.
En catalán existen diversas construcciones genuinas que se utilizan en la expresión estándar. Construcciones como por ejemplo: 
- de lo bueno, lo mejor en catalán sería: del bo el millor.
- Él va a lo suyo en català sería: ell va a la seva.
- A lo mejor: potser.
- A lo loco: a la babalà…